# Ошо-Уильямс, Юджиния
Юджиния Ошо-Уильямс (англ. Eugenia Osho-Williams; род. 19 января 1961) — сьерра-леонская легкоатлетка, выступавшая в беге на короткие и средние дистанции. Участница летних Олимпийских игр 1980 и 1984 годов. Первая женщина, представлявшая Сьерра-Леоне на Олимпийских играх.

## Биография
Юджиния Ошо-Уильямс родилась 19 января 1961 года.
В 1980 году вошла в состав сборной Сьерра-Леоне на летних Олимпийских играх в Москве. В беге на 100 метров заняла в забеге 1/8 финала последнее, 8-е место, показав результат 12,95 секунды и уступив 1,23 секунды попавшей в четвертьфинал с 5-го места Огузоэме Нсену из Нигерии. В беге на 200 метров заняла в забеге 1/8 финала последнее, 5-е место с результатом 25,87, уступив 2,25 секунды попавшей в четвертьфинал с 4-го места Бригитте Зенглауб из Швейцарии. В беге на 400 метров заняла в четвертьфинальном забеге последнее, 8-е место с результатом 1 минута 0,44 секунды, уступив 8,28 секунды попавшей в полуфинал с 3-го места Мишель Проберт из Великобритании. В беге на 800 метров заняла в четвертьфинальном забеге последнее, 8-е место с результатом 2.33,35, уступив 32,22 секунды попавшей в полуфинал с 4-го места Эльжбете Католик из Польши.
Ошо-Уильямс стала первой женщиной, представлявшей Сьерра-Леоне на Олимпийских играх.
В 1984 году вошла в состав сборной Сьерра-Леоне на летних Олимпийских играх в Лос-Анджелесе. В беге на 100 метров заняла в забеге 1/8 финала последнее, 8-е место с результатом 12,83, уступив 1,02 секунды попавшей в четвертьфинал с 5-го места Рут Энанг Месоде из Камеруна. Также была заявлена в беге на 200 метров, но не вышла на старт.

## Личные рекорды
- Бег на 100 метров — 12,1 (1981)[5]
- Бег на 200 метров — 25,87 (28 июля 1980, Москва)[5]
- Бег на 400 метров — 1.0,44 (25 июля 1980, Москва)[5]